# 田村由美
田村 由美（たむら ゆみ［本名同じ］、1962年〈昭和37年〉9月5日 - ）は、日本の女性漫画家。和歌山県和歌山市出身、東京都千代田区在住。O型。

## 来歴・人物
高校2年頃より気軽な気持ちで『別コミ』に投稿を始めると月例のまんが賞（佳作や期待賞等）を獲得し、直ぐに小学館から電話連絡があって担当編集者が付いたもののデビューは出来ず、高校卒業後に和歌山県より東京に上京し、色々な漫画家の制作アシスタントをしながら東京デザイナー学院グラフィックデザイン科に通い卒業する。
投稿時代は手探りで中途半端な作品ばかりとなってしまっていたが、男性キャラを主役にハードボイルド寄りの話を思い切って描こうと思い立ち、規定をオーバーした41頁の読み切りを描き担当編集者に無断で応募した『オレたちの絶対時間』が第12回「小学館新人コミック大賞」に佳作入選し、1983年（昭和58年）、『別冊少女コミック 9月号増刊』（小学館）に掲載されデビューに至った。
当時の担当編集者からは「女の子が主役。アクションやサスペンスはダメで、アクションがしたいならスポーツ物で。」等の指導をされた為、デビュー直後は描きたい物語がない＝ネタのストックが無かったので苦労したと、『デビュー40周年記念本 KALEIDOSCOPE』のロングインタビューにてデビュー前後の経緯を回想している。
デビュー以後、主に小学館が発行する漫画雑誌で執筆活動を展開するが、『月刊メロディ』（白泉社）で『合点〜GATTEN!〜』を2002年6月号・9月号に掲載、『Cocohana』（集英社）で『イロメン〜十人十色〜』を2012年10月号より2020年9月号まで連載などの実績がある。
2013年、和歌山県文化表彰・文化功労賞を受賞。
2024年2月に令和5年度の『芸術選奨文部科学大臣賞』を受賞し、その贈賞理由に於いて2023年にデビュー40周年を迎えた事に触れ、長期にわたり第一線で活躍し、常に新境地を開拓してきた功績に敬意を表したいと述べられている。

## 受賞歴・栄典
2023年までの受賞年数は、『デビュー40周年記念本：KALEIDOSCOPE』に準拠。
- 1983年〈昭和58年〉：第12回小学館新人コミック大賞・佳作 / 少女・女性部門 『オレたちの絶対時間』
- 1993年〈平成5年〉：第38回小学館漫画賞 / 少女部門 『BASARA』[13]
- 2006年〈平成18年〉：第52回小学館漫画賞 / 少女向け部門 『7SEEDS』[13][14]
- 2013年〈平成25年〉：和歌山県文化表彰・文化功労賞[1]
- 2021年〈令和3年〉：第67回小学館漫画賞 / 一般向け部門 『ミステリと言う勿れ』[13][15]
- 2024年〈令和6年〉：令和5年度 第74回芸術選奨文部科学大臣賞 / メディア芸術部門 『ミステリと言う勿れ』ほかの成果[11][12]。

## 漫画作品
特記がない限り、小学館での連載・発行とする。

### 連載漫画
- ちょっと英雄（ヒーロー）してみたい（1987年、別冊少女コミック）
- 巴がゆく!（1987年 - 1990年、別冊少女コミック）
- ビショップの輪（1989年4月30日号 - 1990年、デラックス別冊少女コミック）
- BASARA（1990年 - 1998年、別冊少女コミック）
- BOX系!（2000年1月号 - 7月号、別冊少女コミック）
- シカゴ（2000年11月号 - 2001年5月号、別冊少女コミック）
- 7SEEDS（2001年 - 2017年、別冊少女コミック→月刊フラワーズ）
- 猫mix幻奇譚とらじ（2006年 - 、月刊フラワーズ・凛花・増刊flowers）
- イロメン〜十人十色〜（2012年 - 2020年、集英社『Cocohana』）
- ミステリと言う勿れ（2018年 - 、『月刊フラワーズ』）

### 読みきり作品
- ウエディングベルは聞こえない（1985年5月号増刊、『別冊少女コミック』）
- あの夏が終わる（1985年11月号増刊、『別冊少女コミック』）
- MADONNAに告ぐ（1990年12号、『週刊少女コミック』）
- 海は静かな秋の迷宮（平成2年20号、『別冊少女コミック』）
- 通り魔1991（1991年4月号、『プチコミック』）
- X-DAY（1991年9月号、『別冊少女コミック特別増刊・花林』）
- 4人の女（1992年1月号、『別冊少女コミック特別増刊・花林』）
- 彼女は誰を殺したか（1992年9月号、『別冊少女コミック特別増刊・花林』）
- 拾った男（1993年1月号、『別冊少女コミック特別増刊・花林』）
- 女神が落ちた日（1993年7月号、『別冊少女コミック特別増刊・花林』）
- こわいもの（1994年2月号、『別冊少女コミック特別増刊・花林』）
- Hearts-灰とダイヤモンド-（1994年9月号、『別冊少女コミック』）
- きねづかん（1995年7月30日号、『デラックス別冊少女コミック』）
- Catch-白昼のRUN-（1995年9月号、『別冊少女コミック』）
- Touch-恋の仕方がわからない-（1996年8月5号、『デラックス別冊少女コミック』）
- 踊る教室（1997年6月5日号、『デラックス別冊少女コミック』）
- パイナップル3（スリー）（1998年2月5日号、『デラックス別冊少女コミック』）
- 王子くん（1999年1月号、『別冊少女コミック』）
- 晴れ、ときどき闇。（1999年2月号、『別冊少女コミック』）
- 霧の家-公開されない3本の棘-（1999年3月号、『別冊少女コミック』）
- ぼくらの村には湖があった（1999年4月号、『別冊少女コミック』）
- 不幸作家と呼ばれたい（1999年5月号、『別冊少女コミック』）
- 6月の獣（1999年6月号、『別冊少女コミック』）
- 超能力労働隊（スーパーナチュラルパワーズ）WILD COM.（1999年7月号、『別冊少女コミック』）
- 針の眼（1999年8月号、『別冊少女コミック』）
- 湾岸JUNGLE（1999年9月号、『別冊少女コミック』）
- ジャングルBOX（2001年10月5日号、『デラックス別冊少女コミック』）
- 合点〜GATTEN!〜（2002年6月号・9月号、白泉社『メロディ』[8]）
- 夏空狂騒（なつのそらはパズル）（2015年6月号、『月刊フラワーズ』[16][注 4]）
- 死人の記-紫陽花にゆれる-（2015年6月号[16]、『月刊フラワーズ』[注 5]）
- 空に続く青（2022年8月号[19]、集英社『Cocohana』[注 6]）

### のーこシリーズ
- 天使かもしれない（1985年8月号、『別冊少女コミック』）
- 宇宙人といっしょ（1986年6月号、『別冊少女コミック』）
- 神話になった午後（1986年8月号・9月号、『別冊少女コミック』）
- ソフトボーイ つるちゃん回想録
- シャワー・ロード（1987年1月30日号、『デラックス別冊少女コミック』）
- 17日めのショパン（1987年7月30日号、『デラックス別冊少女コミック』）
- 六本木心中（1988年9月30日号、『デラックス別冊少女コミック』）
- 水中都市（1991年4月30日号、『別冊少女コミック』）

### 既刊
フラワーコミックス
- ちょっと英雄（ヒーロー）してみたい 全2巻 1987年 - 1988年
- 巴がゆく! 全8巻 1988年 - 1990年
- ビショップの輪 全2巻 1990年
- BASARA 全27巻 1991年 - 2000年
- BOX系! 全2巻 2000年
- シカゴ 全2巻 2001年
- 7SEEDS 全35巻 2001年 - 2017年
- 猫mix幻奇譚とらじ 既刊14巻 2008年 -
- 田村由美ベストセレクション
  - 田村由美The Best Selection 2008年 ISBN 978-4-09-132044-5
    - きねづかん、拾った男、あの夏が終わる、ウエディングベルは聞こえない、彼女は誰を殺したか

  - 田村由美The Best Selection2 2009年 ISBN 978-4-09-132699-7
    - 女神が落ちた日、通り魔1991、MADONNAに告ぐ
- 田村由美-生命の熱量- 全1巻 2013年 ISBN 978-4-09-179143-6
- ミステリと言う勿れ 既刊15巻 2018年 -

タムのなんでもカプセル
1. 神話になった午後 1986年 ISBN 4-09-132431-2
2. あの夏が終わる 1987年 ISBN 4-09-132432-0
3. 17日めのショパン 1987年 ISBN 4-09-132433-9
4. ボクが泥棒になった理由（ワケ） 1991年 ISBN 4-09-132434-7
5. 六本木心中 1991年 ISBN 4-09-132435-5
6. MADONNAに告ぐ 1992年 ISBN 4-09-132436-3
7. ボクが天使を産んだ理由 1992年 ISBN 4-09-132437-1
8. ボクがボクを忘れた理由 1993年 ISBN 4-09-132438-X
9. ボクがサンタに会った理由 1994年 ISBN 4-09-132439-8
10. ボクがゴミを捨てた理由 1995年 ISBN 4-09-132440-1
11. Hearts-灰とダイヤモンド- 1996年 ISBN 4-09-137021-7
12. ボクがCDになった理由 1997年 ISBN 4-09-137022-5
13. ボクが十番勝負する理由 2001年 ISBN 4-09-137023-3

フラワーコミックススペシャル
- X-DAY 1993年 ISBN 4-09-134831-9
- 女神が落ちた日 1995年 ISBN 4-09-134832-7
- 田村由美デビュー40周年記念本：KALEIDOSCOPE 2023年 ISBN 978-4-09-179424-6
  - (再録)合同番外編-焚き火のそばで-／(初収録4編)夏空狂騒、死人の記-紫陽花にゆれる- 、LIVE A LIVE〔SF編〕序章Space Trap、空に続く青

たむたむVARIETY THEATER
1. 踊る教室 1999年 ISBN 4-09-137024-1
2. 王子くん 1999年 ISBN 4-09-137025-X
3. 超能力労働隊（スーパーナチュラルパワーズ）WILD COM. 1999年 ISBN 4-09-137026-8
4. 湾岸JUNGLE 2002年 ISBN 4-09-137027-6

小学館文庫
- 『巴がゆく!』 全5巻 1996年
- 『きねづかん』 全1巻 1997年 ISBN 4-09-191136-6
  - きねづかん、X-DAY、4人の女、彼女は誰を殺したか、拾った男、こわいもの。
- 『通り魔1991』 全1巻 1998年 ISBN 4-09-191138-2
  - 通り魔1991、女神が落ちた日、MADONNAに告ぐ、あの夏が終わる、ウエディングベルは聞こえない
- のーこシリーズ
  - 『天使かもしれない』 全1巻 1998年 ISBN 4-09-191137-4
- 『ビショップの輪』 全1巻 1999年 ISBN 4-09-191139-0
- 龍三郎シリーズ
  - 『ボクが泥棒になった理由（ワケ）』 全4巻 2000年
- 『BASARA』 全16巻 2002年
- 『BOX系!』 全1巻 2004年 ISBN 4-09-191345-8
- 『シカゴ』 全1巻 2004年 ISBN 4-09-191346-6
- 『針の眼』 全1巻 2007年 ISBN 978-4-09-191348-7
  - 針の眼、6月の獣、湾岸JUNGLE、ジャングルBOX、超能力労働隊（スーパーナチュラルパワーズ）WILD COM.
- 『ボクが十番勝負する理由』（ワケ）全1巻 2007年 ISBN 978-4-09-191349-4
  - ボクが十番勝負する理由、不幸作家と呼ばれたい、パイナップル3、たむたむたいむ（パズル誌にて掲載された単行本未収録分）
- 『ぼくらの村には湖があった』 全1巻 2007年 ISBN 978-4-09-191347-0
  - ぼくらの村には湖があった、踊る教室、王子くん、晴れ、ときどき闇。、霧の家

集英社・マーガレットコミックス
- 『イロメン〜十人十色〜』 全4巻 2014年 - 2020年

## イラスト集
1. BASARA炎 1998年 ISBN 4-09-199741-4
2. BASARA大地 1998年 ISBN 4-09-199742-2

## 小説作品
パレット文庫
- 真夜中に馬車が来る 1991年 ISBN 4-09-420161-0
  - 新版 2000年 ISBN 4-09-420164-5
- 楽園に行きませんか 1992年 ISBN 4-09-420162-9
- 終わらない夜のためのミステリー 1992年 ISBN 4-09-420163-7

小学館キャンバス文庫
- 戦国KIDS 1993年 ISBN 4-09-430061-9

## 作品提供
- 巴がゆく!
- BASARA
- 龍三郎シリーズ

### オリジナルビデオ
- 別冊少女コミックビデオ イラスト・アンソロジー vol.1 田村由美
  1. 田村由美、漫画の魅力を語る
  2. デビュー作品&プロフィール紹介
  3. インタビュー (1) デビューするまでのこと、教えて?
  4. 「神話になった午後」紹介&解説
  5. 「ちょっと英雄（ヒーロー）してみたい」紹介&解説
  6. 松本保典の仕事場拝見コーナー
  7. インタビュー (2) キャラクターについて教えて?
  8. 「巴がゆく!」紹介&解説
  9. 「理由（ワケ）」シリーズ紹介&解説
  10. 初の映像化! 「BASARA」更紗、朱理の作画風景
  11. 「BASARA」紹介&解説
  12. 田村由美「X-DAY」について語る
  13. これで全部! 作品年表

  - 収録イラスト
    - オレたちの絶対時間
    - 神話になった午後
    - ちょっと英雄（ヒーロー）してみたい
    - ちょっと英雄騎士団（ヒーロー・ナイツ）
    - 巴がゆく!
    - 理由（ワケ）シリーズ
    - X-DAY
    - BASARA

## カバーイラスト作品
集英社スーパーファンタジー文庫
前田珠子によるライトノベル「魅魎暗躍譚シリーズ」
- 碧眼の少年
  - 前編 1991年3月 ISBN 4-08-613002-5
  - 後編 1991年8月 ISBN 4-08-613022-X
- 月読見の乙女
  - 前編 1992年11月 ISBN 4-08-613085-8
  - 中編 1993年8月 ISBN 4-08-613113-7
  - 後編 1994年5月 ISBN 4-08-613138-2
- 北斗の娘
  1. 1997年7月 ISBN 4-08-613270-2
  2. 1997年11月 ISBN 4-08-613284-2
  3. 1998年5月 ISBN 4-08-613303-2
  4. 1999年8月 ISBN 4-08-613357-1
  5. 2000年9月 ISBN 4-08-613388-1

コバルト文庫
前田珠子によるライトノベル「魅魎暗躍譚シリーズ」の再刊版
- 碧眼の少年
  - 前編 2004年9月 ISBN 4-08-600482-8
  - 後編 2004年9月 ISBN 4-08-600483-6
- 月読見の乙女
  - 前編 2004年11月 ISBN 4-08-600511-5
  - 後編 2004年11月 ISBN 4-08-600512-3

集英社オレンジ文庫
氏家仮名子によるライト文芸
- 双蛇に嫁す 濫国後宮華燭抄 2023年2月 ISBN 978-4086804929

## その他
スクウェア/小学館
- ライブ・ア・ライブ（コンピュータゲーム、1994年9月2日発売）
  - シナリオの1つ「SF編」のキャラクターデザイン、および描き下ろし短編漫画を手がけた。
- ライブ・ア・ライブ 公式冒険ガイドブック（描き下ろしイメージイラスト）
  - 1994年10月1日発行 ISBN 4-09-102492-0
- 漫画『SpaceTrap（スペーストラップ） ライブ・ア・ライブ〔SF編〕序章』（1994年10月号、ゲーム・オン!掲載[注 7]）

NTT出版
- ファイアーエムブレム・ザ・コンプリート（イラスト）
  - 1996年5月20日発行 ISBN 4-87188-822-3

株式会社アールアールジェイ
- Super Voice Live『きのう何食べた？』（脚本[22]）
  - 2018年2月17日・18日開催

朗読ライブ「旅のラゴス」製作委員会
- 朗読ライブ「旅のラゴス」（キービジュアルイラスト[23][24]）
  - 2022年10月29日・30日開催